# Ravi
Ravi (hindi: रावी, punjabi: ਰਾਵੀ, urdu: راوی) er en flod, som løber gennem Indien og Pakistan. Det er en af de fem floder, som har givet Punjab dets navn. Floden er omkring 720 km lang. For inderne, som levede i den vediske periode, var den kendt som Parushani eller Iravati. Antikkens grækere kaldte den Hydraotes.
Ravi begynder i Himalaya, nærmere bestemt i Chamba-distriktet, som ligger i den indiske delstat Himachal Pradesh. Herfra løber den mod nordvest; den svinger til sydvest ved byen Dalhousie, og gennem en bjergkløft i Dhaola Dhar-bjergkæden. Derefter kommer Ravi ind i den indiske delstat Punjab ved Madhopur, en lille by som ligger i nærheden af den langt større byen Pathankot. Videre løber Ravi langs grænsen mellem Indien og Pakistan, før den går ind i Pakistan og løber ud i floden Chenab.
Ravi er også kendt som «Lahores flod», da den pakistanske storby ligger på Ravis østre bred. På den vestlige bred ligger den populære by Shahdara Bagh, hvor man finder gravene for blandt andre Jahangir og Noor Jahan.
30°37′18″N 71°49′33″Ø / 30.62167°N 71.82583°Ø